# Furcifer cephalolepis
Furcifer cephalolepis es una especie de iguanios de la familia Chamaeleonidae.
Es endémica de la isla de Gran Comora, en las Comoras.
Se encuentra amenazada por la pérdida de su hábitat natural.